# Edith Marcello
Edith Marcello geborene Schmidt (*  1937), auch bekannt unter Edith Schmidt-Marcello, ist eine deutsche Regisseurin, Drehbuchautorin und Filmproduzentin aus Frankfurt am Main.

## Werdegang
Edith Marcello studierte Malerei und Film und ist seit 1970 aktiv in der Dokumentarfilmarbeit mit Themenschwerpunkte Arbeitsemigration, Frauenbewegung, Arbeitskämpfe, alternative Selbstverwaltungsprojekte, neue soziale Bewegungen in der BRD, Frankreich und Italien sowie Dokumentar-Spielfilmprojekte.
Sie war im Auswahlgremium Duisburger Dokumentarfilmwoche, Vorstand Filmbüro Hessen, Vorstand AG Dokumentarfilm, Sachverständigenausschuss Filmbewertung der Länder, Fachbeirat Projektförderung Heinrich-Böll-Stiftung.
Mit David Wittenberg hat sie in gesamt 46 von ca. 80 Filmen zusammengearbeitet. Mit ihm hat sie auch das Mai-Film-Kollektiv in Frankfurt gegründet, dazu gehörten neben Edith Marcello und David Wittenberg auch Günther Wagner und Lui Tratter.

## Filmografie (Auswahl)
- Nikki de Saint Phalle (mit David Wittenberg), 1968, ZDF, 15‘
- Billige Hände – ausländische Arbeiterinnen, 1969, 45‘, HR
- Lichtspiele – Maler und ihre Filme (mit David Wittenberg), 1969, 45‘ ZDF
- Wachtmeister und Vogelscheuchen Kinder filmen (mit David Wittenberg), 1970, 45‘, ZDF
- Die Kinder der Gastarbeiter, 1970, 45‘, HR
- Zerstörungenzur sogenannten Kinderkriminalität, 1971, 45‘, ZDF
- ... da haben wir gesagt, wir sind doch keine Sklaven – das Elend der türkischen Arbeitsemigration, 1971–72, 45‘, HR
- Schön ist die Jugendzeit, 1972, 45‘, HR
- Kathedralen in der Wüste, die Krise Italiens am Beispiel der Region Tarent (mit David Wittenberg), 1972–73, 45‘, HR
- Der Kampf der Lip-Arbeiter (mit David Wittenberg), 1973–1975, 90‘, WDR
- Pierburg: ihr Kampf ist unser Kampf (mit David Wittenberg), 1974–75, 49‘
- Wir halten den Betrieb besetzt – die Zementwerker in Erwitte (mit David Wittenberg), 1975–76, 60‘
- Das hat mich sehr verändert das Frankfurter Frauenzentrum (mit David Wittenberg), 1975–76, 50‘, WDR
- ... da bin ich mitgegangenzur Jugendkriminalität (mit David Wittenberg), 1976, 45‘, ZDF
- Wie rettet man eine Altstadt Bologna, ein Versuch (mit David Wittenberg), 1977, 45‘, ZDF / UNESCO
- Wir Frauen sehen uns an. Erfahrungen aus der Frauenbewegung, 1977, 45‘, ZDF
- Vorwärts zur Natur – J.-J. Rousseau (mit David Wittenberg), 1978, 45‘, ZDF
- Wir Frauen sind unbezahlbar. Zur Diskussion um Lohn für Hausarbeit, 1978, 45‘, ZDF
- Rhöndorf: ein Frauenbetrieb (mit David Wittenberg), 1979, 30‘, WDR
- Das Land, das wir uns nehmen eine italienische Landcooperative (mit David Wittenberg), 1980–81, 109‘, WDR
- Rudolf Olgiati, Architekt (mit David Wittenberg), 1981, 40‘, ZDF
- Ein Mensch, der zu Fuß geht, ist verdächtig, die Daimler-Benz-Teststrecke Boxberg (mit David Wittenberg), 1981–83, 100‘, BMI / Evangelische Kirche
- Voith, Bremen – eine Belegschaft übernimmt ihren Betrieb, 1983, 15‘, ZDF, 8.12.83
- Im Bergwerk der Wirklichkeiten, Cesare Zavattini, Schriftsteller, Maler, Filmemacher, 1985, 60‘, ZDF, 5.1.86
- Entweder ich bin konsequent, oder ich bleib zuhaus – Mina Abt, 46 Jahre, Bäuerin, Gemeinderätin, 1985, 15‘, ZDF
- Die Einmischung. Frauenliste Ellwangen, 1986, 30‘, ZDF
- Die Hüterinnen des Feuers. Eine sardische Frauencooperative, 1986–87, 45‘, ZDF, 8.6.87
- Das Gedächtnis der Steine. Die Kunst des sardischen Poeten-Wettstreits, 1987–88, 45‘, ZDF, 21.10.87
- Karamba. Zwei Berliner Frauenbetriebe, 1988, 25‘, ZDF
- Die Krebsmühle. Ein selbstverwalteter Betrieb, 1988, 30‘, ZDF, 20.5.87
- Der Reinighof. Vom selbstverwalteten Leben auf dem Lande, 1989, 30‘ ZDF, 30.11.89
- Die Grauen Panther. Eine Wohnungsgemeinschaft, 1989, 30‘,ZDF
- Deshalb sind wir geblieben. Leben in Leipzig, 1989, 30‘, ZDF
- Rettet die Mulack. Ein Jahr im Berliner Scheunenviertel, 1990–92, 45‘, ZDF
- Die verschwundene Stadt. Im Berliner Scheunenviertel, 1990–92, 90‘, ZDF / 3sat, 16.8.93
- Geschlechterkampf, 1992, 6‘, ZDF
- 5 Fremde? Belgin, Gabi, Hüseyin, Cem und Pramila, 1993, 30‘, ZDF
- Lip – ein Streik macht Geschichte, 1993, 15’, WDR / Rückblende
- Die Hermannsdorfer Landwerkstätten, direkt kaufen – besser essen, 1994, 9‘, ZDF
- Tigerstein – oder wovon lebt der Mensch, 1995–96, 80‘, Hessische Kulturelle Filmförderung
- Chicago und die Großen Seen (mit Dieter Marcello), 1999, 45‘, ZDF / Arte
- Apulien – das alte Land und das Meer, 1999, 30‘, ZDF
- Rom 2000 – von Göttern und Menschen (mit Dieter Marcello), 2000, 45‘ ZDF / Arte
- Kreta – die Köstlichkeiten des einfachen Lebens, 2001–02, 45‘, ZDF / Arte
- Ich habe den Krieg gewonnen! – die Zeitzeugin Trude Levi, 2011, 90’, Regie Postproduktion[4]
- Frau Lenke wohnt hier nicht mehr –Mietervertreibung im Frankfurter Westend, 2014, 38’[5][6][7]